# جيري رينولدز (لاعب كرة سلة مواليد 1962)
جيري رينولدز (بالإنجليزية: Jerry Reynolds)‏ مواليد 23 ديسمبر 1962 في بروكلين، هو لاعب كرة سلة أمريكي معتزل. بدأ مسيرته الاحترافية في سنة 1985. تم اختياره من قبل فريق ميلووكي باكز خلال الدرافت. يبلغ طوله 6 قدم 8 بوصة (2.0 م). اعتزل اللعب في 2001. أحرز خلال مسيرته في الإن بي إيه 4036 نقطة بمعدل 9.1 نقاط في المباراة الواحدة.

## المسيرة الاحترافية
لعب مع ميلووكي باكز من سنة 1985 إلى 1988، ثم لعب مع سياتل سوبرسونيكس في موسم 1988–1989، ثم لعب مع أورلاندو ماجيك من سنة 1989 إلى 1993، ثم لعب مع ميلووكي باكز في موسم 1995–1996، ثم لعب مع بالاكانسترو كانتو في الدوري الإيطالي في موسم 1996–1997، ثم لعب مع منز سانا 1871 باسكت في موسم 1997–1998.

## روابط خارجية
- جيري رينولدز على موقع إن بي أي (الإنجليزية)
- جيري رينولدز على موقع سبورتس رفرنس (الإنجليزية)
- جيري رينولدز على موقع كرة السلة الأوروبية.كوم (الإنجليزية)
- جيري رينولدز على موقع كلية كرة السلة في سبورتس رفرنس.كوم (الإنجليزية)
- جيري رينولدز على موقع ريلجم (الإنجليزية)
- جيري رينولدز على موقع بروبوليرز (الإنجليزية)